# Sanctuaire diocésain Notre-Dame-de-Guadalupe de Zamora de Hidalgo
Pour les articles homonymes, voir sanctuaire Notre-Dame-de-Guadalupe et cathédrale Notre-Dame-de-Guadalupe.
Le sanctuaire Notre-Dame-de-Guadalupe est une cathédrale et un sanctuaire diocésain de l’Église catholique, située au Mexique dans la ville de Zamora de Hidalgo, dans l’État du Michoacán.
Elle est dédiée aux apparitions mariales de Notre-Dame de Guadalupe, qui ont été constatées à la capitale du pays, Mexico. Inaugurée en 2008, elle est la nouvelle cathédrale du diocèse de Zamora au Mexique.

## Historique
Elle a été construite dans un style néogothique de 1898 à 2008.
La construction a commencé en 1898 sous l'égide du deuxième évêque de Zamora, José María Cázares y Martínez, selon des plans néo-gothiques de Omar Alejandro Bautista.
Les travaux ont été interrompus en 1914 lors de la révolution mexicaine.
Ils ont repris en 1990 sous l'égide de l'évêque José E. Robles Jiménez et ont été achevés en 2008.

## Dimensions
Les dimensions de l'édifice sont les suivantes :
- hauteur de la nef principale : 34 m ;
- longueur : 95 m ;
- largeur : 57 m ;
- hauteur des tours : 107,5 m (les plus hautes de tous les édifices religieux du Mexique) ;

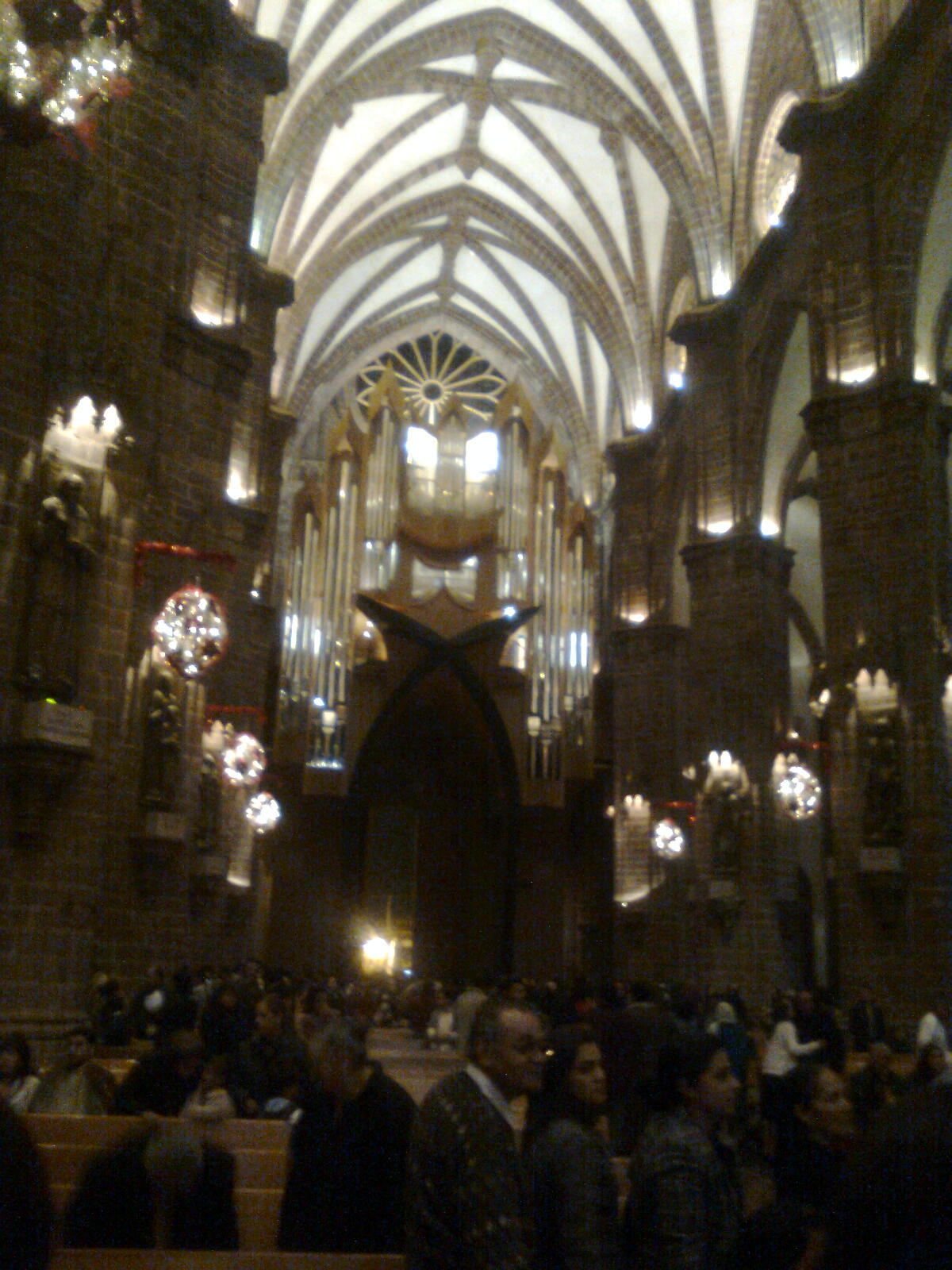
Intérieur du sanctuaire.

- superficie : 5 415 m2.